# チャーリーを探せっ
「チャーリーを探せっ」（チャーリーをさがせっ）は、流星群少女の2枚目のシングル。

## 概要
前作「放課後!胸キュン☆スター☆」より約5ヶ月ぶりのリリースとなったシングルである。流星群少女初期メンバーでのシングルリリースは今作で最後となった。なお、この楽曲は流星群少女にとって初めて第一興商のLIVE DAM／エクシングのJOYSOUNDにてカラオケ配信された楽曲でもある。

## 収録曲

### Type-A
- CD
  1. チャーリーを探せっ
（作詞・作曲：山田寿美子／コモP、編曲：ムートンイチハラ／コモP）
  2. Happy!Lucky!Sukky!
（作詞・作曲：山田寿美子／コモP）
  3. チャーリーを探せっ(Instrumental)
  4. Happy!Lucky!Sukky!(Instrumental）
- DVD
  1. チャーリーを探せっ（Music Video）
  2. チャーリーを探せっ（Dance Version）
  3. チャーリーを探せっ（Making Video）

### Type-B
- CD
  1. チャーリーを探せっ
  2. バイブスサマーソウル

### Type-C
- CD
  1. チャーリーを探せっ
  2. LoVE Pandemix